# Trauer-Nachtviole
Die Trauer-Nachtviole (Hesperis tristis), auch Traurige Nachtviole und Trübe Nachtviole genannt, ist eine Pflanzenart aus der Gattung der Nachtviolen (Hesperis) innerhalb der Familie der Kreuzblütengewächse (Brassicaceae). Sie ist in Mittel-, Südost- und Osteuropa verbreitet.

## Beschreibung

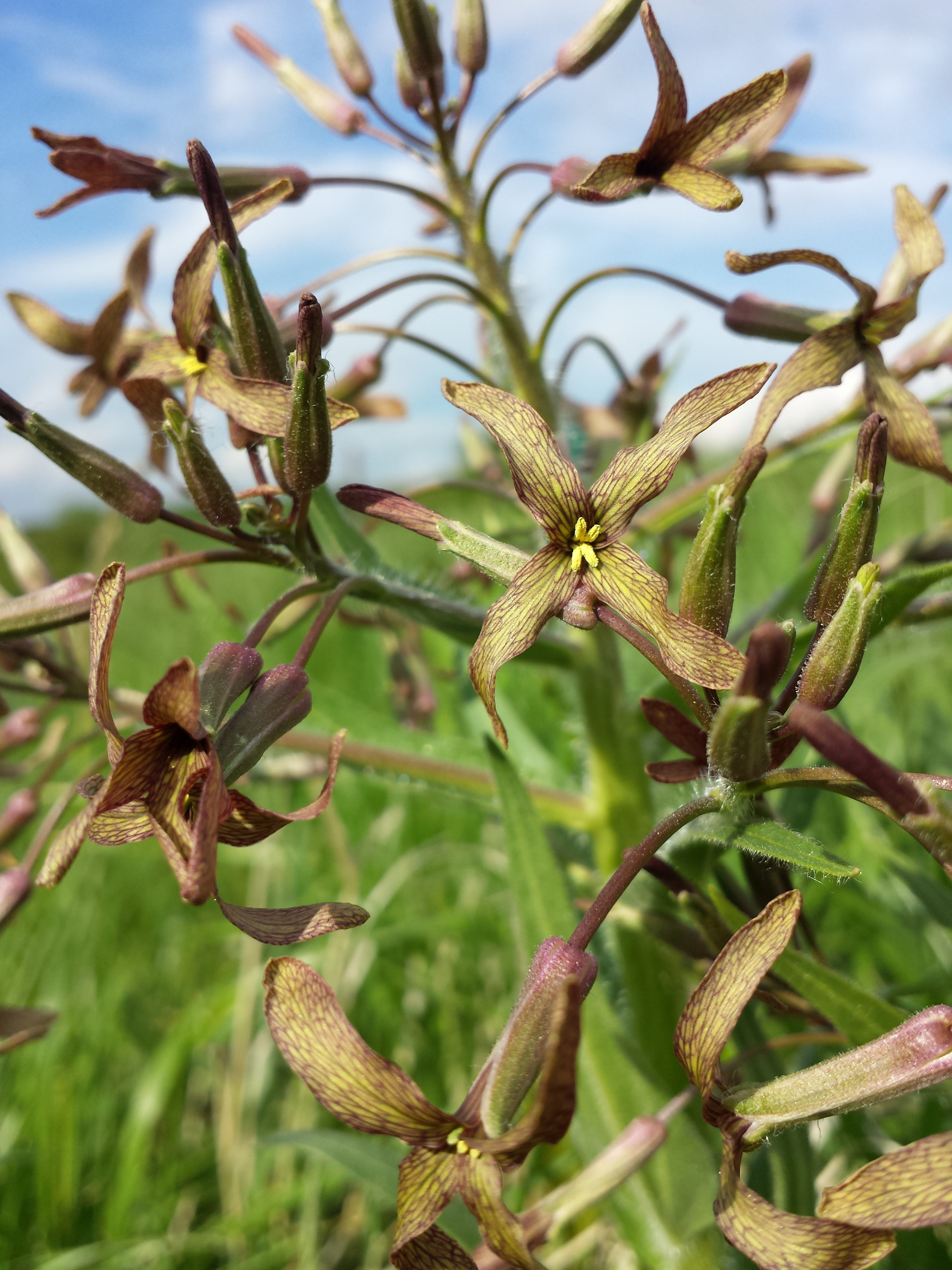
Die vier Kronblätter der Blüte und behaarte Kelchblätter der Knospen

### Vegetative Merkmale
Die Trauer-Nachtviole wächst als zweijährige bis ausdauernde, krautige Pflanze und erreicht Wuchshöhen von 35 bis 50, manchmal auch bis zu 60 Zentimeter. Die Stängel sind aufrecht, stielrund oder kantig und mit langen, einfachen, gegabelten Haaren und mit kurzen Drüsenhaaren besetzt. Nur die Rosettenblätter und die untersten Stängelblätter sind gestielt, die anderen alle sitzend.  Die Rosettenblätter sind schmal-eiförmig, allmählich in den Stiel verschmälert, ganzrandig oder undeutlich gezähnt. Alle Blattspreiten sind einfach.

### Generative Merkmale
Die Blüten sitzen in lockeren Trauben auf 2,5–4 cm langen aufrecht-abstehenden Stielen. Die zwittrigen Blüten sind vierzählig. Die Kelchblätter sind 10–13 mm lang und breit weiß hautrandig. Die Blüten duften nachts nach Hyazinthen. Die vier 20 bis 32 Millimeter langen Kronblätter sind gelblich-grün und mit einem braunvioletten Adernetz durchzogen. Sie sind lang genagelt. Die Platte ist länglich, vorn abgerundet und seicht ausgerandet, mit einem aufgesetzten Spitzchen in der Ausrandung. Die längeren Staubblätter sind 12–15 mm lang.
Das waagrecht abstehende bis überhängende Schötchen ist 4 bis 14 Zentimeter lang.
Die Chromosomenzahl beträgt 2n = 14 oder 28.

### Ökologie
Die Blühzeit dieses Hemikryptophyten reicht in Mitteleuropa von Mai bis Juni. Die Bestäubung erfolgt durch sitzende Nachtfalter.

## Vorkommen und Gefährdung
Die Trauer-Nachtviole ist in Mittel-, Südost- und Osteuropa verbreitet. Im deutschsprachigen Raum ist sie nur in Österreich heimisch.
In Österreich sind Vorkommen nur aus dem pannonischen Gebiet der Bundesländer Wien, Niederösterreich und dem Burgenland bekannt. Diese kalkliebende Art tritt in Österreich und angrenzenden Gebieten selten auf Halbtrockenrasen und Säumen der collinen Höhenstufe auf. Sie gedeiht in Mitteleuropa auch in Gesellschaften des Verbands Onopordion.
Die Trauer-Nachtviole gilt als gefährdet.

## Taxonomie
Die Erstveröffentlichung von Hesperis tristis erfolgte 1753 durch Carl von Linné in Species Plantarum, 2. Auflage, S. 663. Der Lectotypus wurde 2002 Herb. Linn. 841.1 durch Ball in Taxon, Volume 51, Issue 2, S. 533 festgelegt. Synonyme für Hesperis tristis L. sind:  Deilosma tristis Spach, Hesperidium triste (L.) Beck, Hesperis desertorum Velen., Kladnia tristis (L.) Schur.